# Râul Sărata, Mureș
Râul Sărata este un curs de apă, afluent al râului Mureș. 

## Hărți
- Harta județului Mureș